# Фонтан Леопольда
Фонтан Леопольда (нем. Leopoldsbrunnen) — скульптурная композиция с фонтаном в центре города Инсбрука в Австрии. На вершине монумента находится конная статуя эрцгерцога Тироля Леопольда V Фердинанда. Судя по всему, это самая ранняя из известных конных статуй с двумя точками опоры.

## История

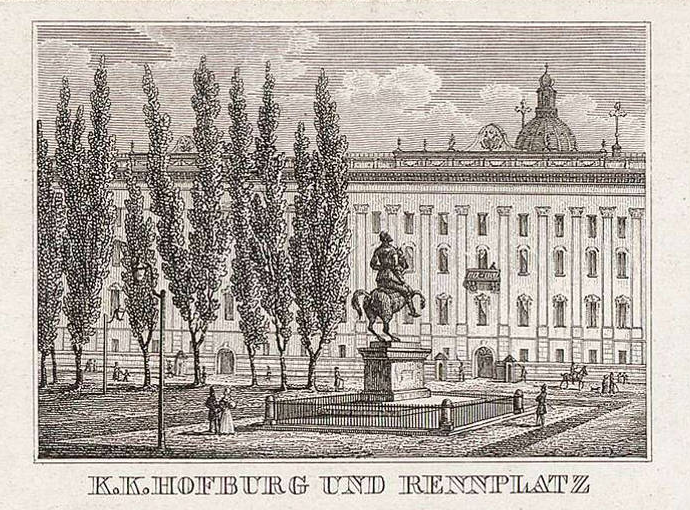
Рисунок центральной площади Инсбрука XIX века. Видно, что конная статуя размещена на отдельном постаменте.

Инициатором создания памятника стал сам эрцгерцог Леопольд V Фердинанд. Изначально он желал, чтобы кроме собственной конной статуи весь комплекс украшали многочисленные аллегорические фигуры из античной мифологии. Но из-за ранней смерти эрцгерцога в 1632 году (ему было 45 лет) замысел так и не был реализован полностью. В настоящее время у постамента размещены шесть фигур: Океана, Дианы, Амфитриты, Моос, Нептуна и Тритона.
Автором проекта стал придворный архитектор Кристоф Гумп. Судя по всему, именно он задумал и осуществил смелую идею создания конной статуи. Непосредственно скульптуры отливал Каспар Грас. Самой сложной задачей явилась балансировка массивной фигуры, имеющей всего две точки опоры. Задачу эту создатели решили, добавляя в качестве противовеса свинец в полый хвост лошади. После многочисленных экспериментов удалось добиться идеального равновесия.  
Любопытно, что вскоре после строительства памятника нижние статуи были демонтированы и почти сто лет хранились вдали от посторонних глаз. Дело в том, что после завершения Тридцатилетней войны в Тироле вновь обрели влияние католики, а полуобнажённые фигуры, да ещё и античных (то есть языческих) богов казались ревнителям строгой христианской морали непозволительно фривольными. Лишь в XVIII веке, когда нравы смягчились, статуи вернули на место. Однако и позднее их не раз монтировали на новых местах. Некоторое время конная статуя размещалась на отдельном постаменте без фонтана и без прочих фигур. Нынешняя композиция сложилась к концу XIX века.

## Галерея

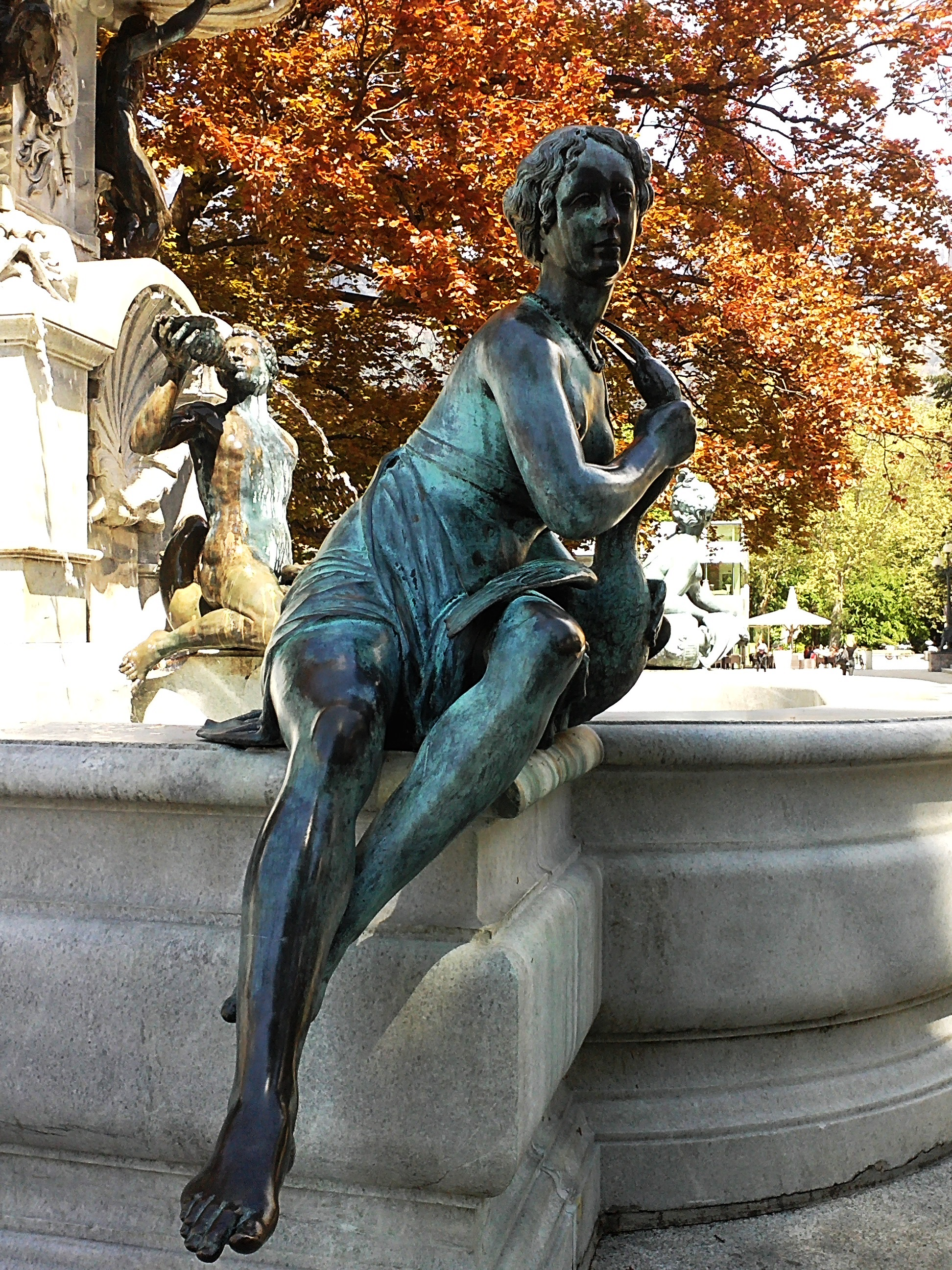
Бронзовая фигура у фонтана
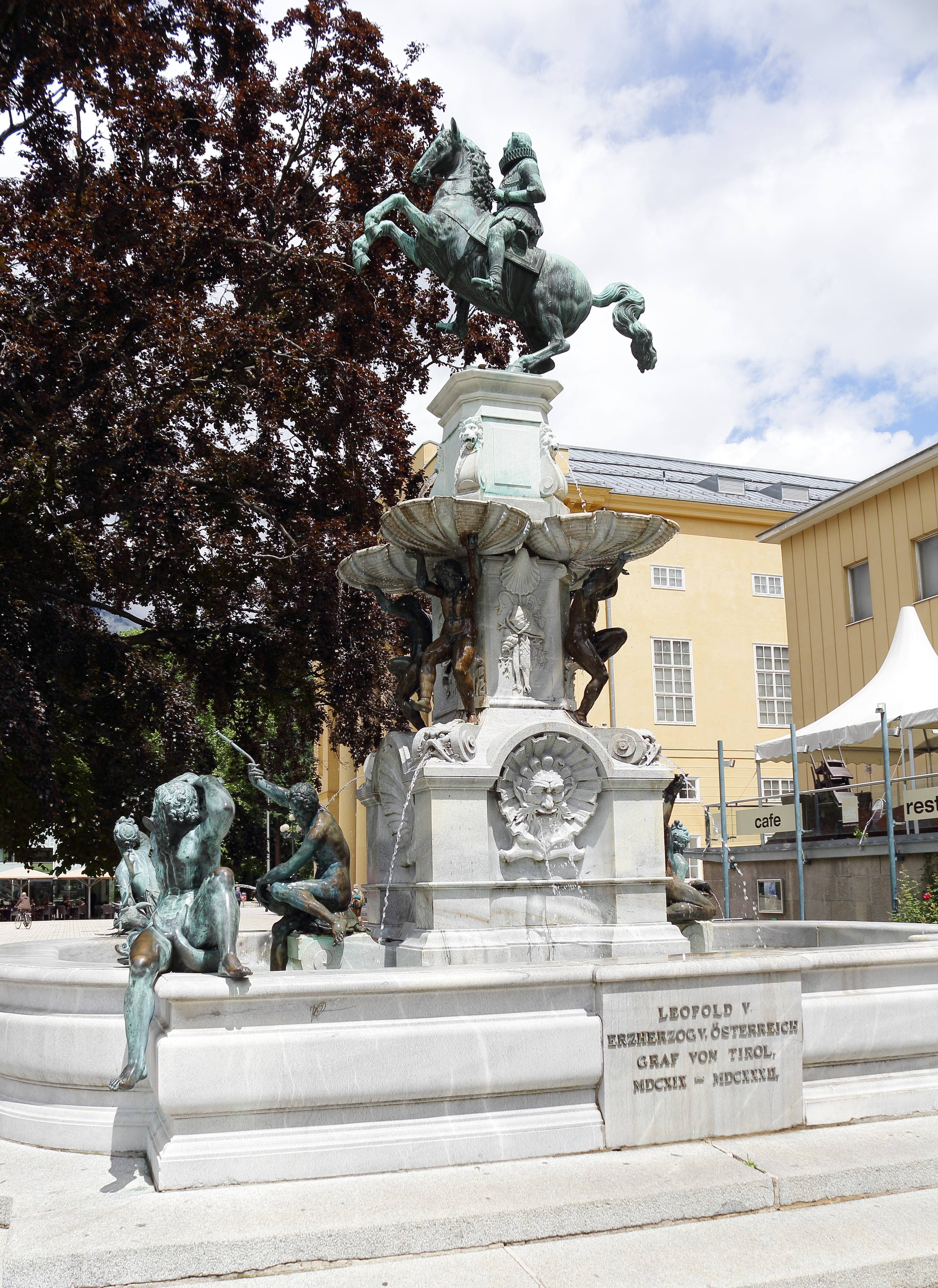
Общий вид статуи и фонтана
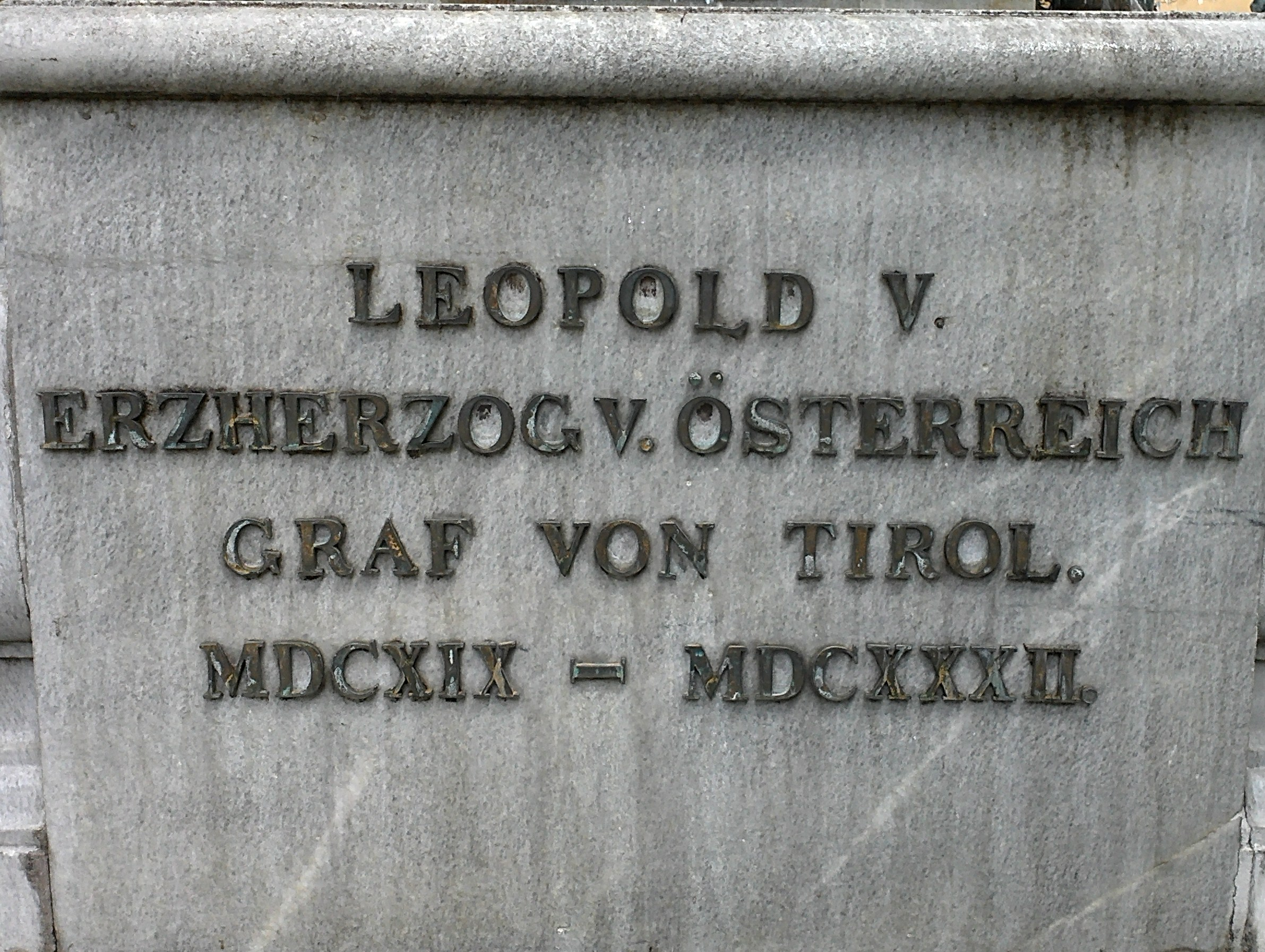
Табличка на памятнике
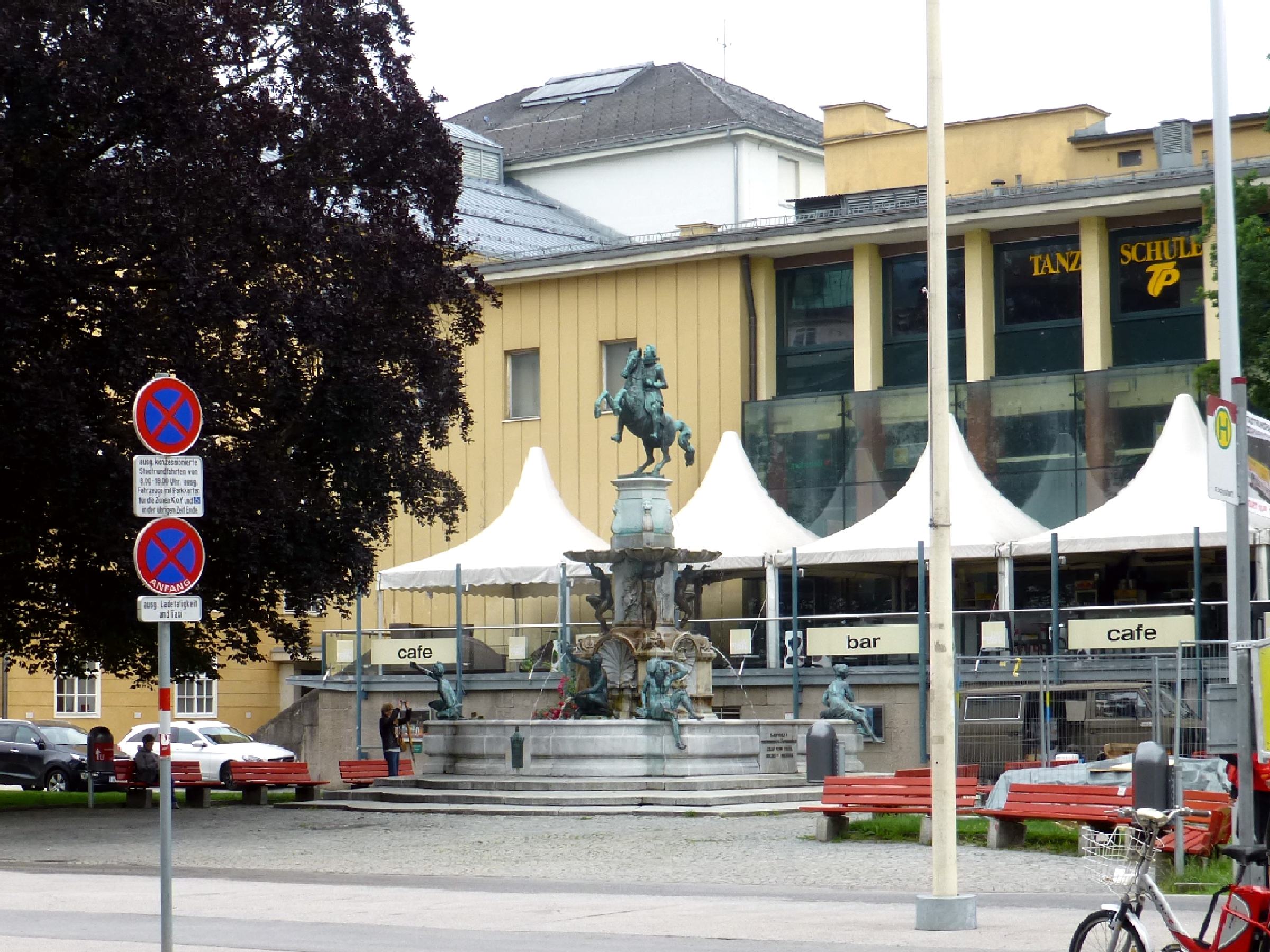
Вид площади с фонтаном
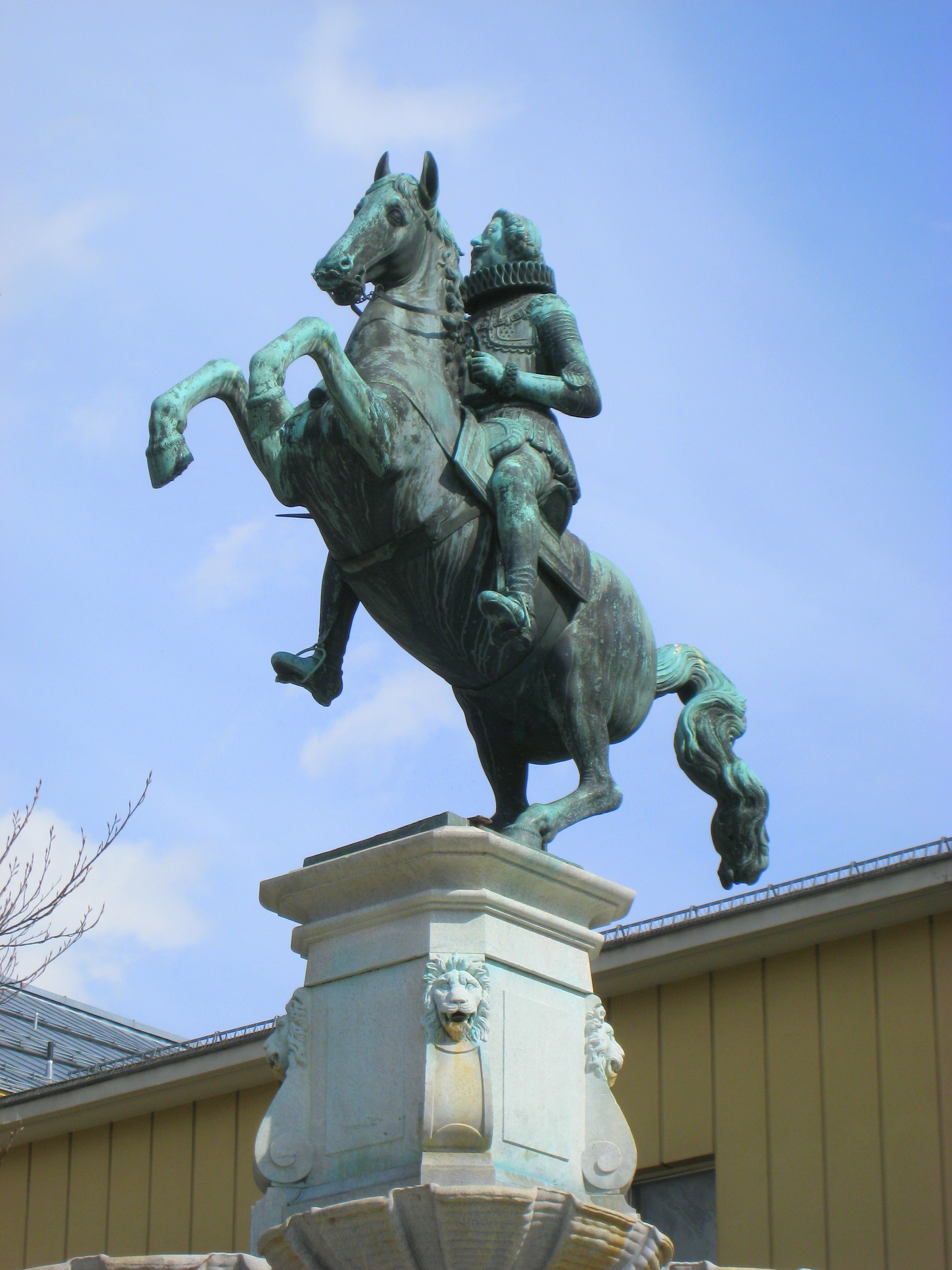
Конная статуя